# Bicudo-verdadeiro
O bicudo-verdadeiro ou bicudo-preto (nome científico: Sporophila maximiliani), por vezes chamado apenas de bicudo, é uma ave passeriforme da família dos traupídeos (Thraupidae) de ampla distribuição, do sul da América Central até o Brasil, com exceção da Região Sul. Seus habitats naturais são matagais úmidos tropicais ou subtropicais, pântanos e florestas secundárias altamente degradadas. São encontrados em duas populações gerais separadas, uma no norte da floresta amazônica e outra no Cerrado. Vivem em áreas alagadas com ninhos baixos. Os adultos expressam forte dimorfismo sexual. Os machos são pretos com coberturas brancas sob as asas e bicos brancos marfim, e as fêmeas são geralmente marrom-claro com coberturas brancas sob as asas e bicos pretos. Tanto o macho quanto a fêmea têm bicos muito grandes e grossos. Possui um canto melodioso, que o tornou um alvo para armadilhas. Embora a população esteja diminuindo rapidamente devido à captura e perda de habitat, pouco se sabe sobre seu comportamento e ecologia.

## Taxonomia
O bicudo-verdadeiro foi chamado de Fringilla crassirostris quando uma fêmea foi coletada na costa leste do Brasil em 1815 pelo príncipe Maximiliano de Wied-Neuwied. Vinte anos após a publicação de sua descrição, foi incluído no recém proposto gênero Oryzoborus por Jean Louis Cabanis (1851). Os tentilhões já foram categorizados no gênero Oryzoborus. São um grupo de seis espécies: curió (Oryzoborus angolensis), bicudo-do-norte (Oryzoborus crassirostris), bicudo-de-bico-preto (Oryzoborus atrirostris), papa-capim-de-bico-grosso (Oryzoborus funerea), bicudo-verdadeiro (Oryzoborus maximiliani) e papa-capim-da-nicarágua (Oryzoborus nuttingi).
As fêmeas dos tentilhões são muito semelhantes em morfologia. A taxonomia é, portanto, quase exclusivamente baseada nas plumagens masculinas. A categorização dos tentilhões foi historicamente baseada no padrão de plumagem masculina com grupos de cores como cinza e castanho. Outras análises moleculares e morfológicas das aves levaram o gênero Oryzoborus a ser incluído no gênero Sporophila. O bicudo-verdadeiro inclui duas subespécies. A primeira é a S. m. maximiliani, encontrada principalmente no Cerrado, leste da Bolívia, e nos estados brasileiros de Goiás, Bahia, Minas Gerais, Espírito Santo, São Paulo, Mato Grosso e Mato Grosso do Sul. A segunda é a S. m. parkesi, encontrada no sudeste de Sucre até Elta Amacuro, norte da América do Sul, leste da Venezuela, norte de Bolívar, oeste da Guiana e no extremo norte do Brasil.

## Descrição
O bicudo-verdadeiro é sexualmente dimórfico. Possui bico extremamente grande e grosso, branco como giz nos machos e preto nas fêmeas. O volume do bico é de cerca de 840 milímetros cúbicos. Os machos são pretos com branco ou branco e preto sob as coberturas das asas.  As fêmeas possuem um ventre marrom claro com coberturas brancas sob as asas. São muito semelhantes a outras fêmeas adultas do gênero Sporophila. Tanto o macho quanto a fêmea são muito semelhantes em aparência ao bicudo-do-norte macho e fêmea. É um tentilhão de tamanho médio, tendo em torno de 14,5-16,5 centímetros de comprimento. O mais jovens são semelhantes em aparência às fêmeas. O dimorfismo sexual se apresenta nos machos quando começam a cantar. O jovem macho eventualmente muda suas penas pretas, tendo uma aparência irregular por vários meses até ficar totalmente preto. Devido à sua semelhança com outras espécies, dimorfismo sexual e aparência juvenil, o bicudo-verdadeiro pode ser muito difícil de identificar morfologicamente. Os ovos são branco-acinzentados com manchas pretas e manchas marrom-claras. Quanto ao canto e a cor do bico, ocorrem variações regionais e individuais.

## Distribuição e habitat
O bicudo-verdadeiro existe em duas populações separadas na América do Sul. A população do sul é encontrada no Cerrado e nos enclaves do Cerrado nas zonas de transição da Mata Atlântica. A população do norte é encontrada no norte da floresta amazônica. Consegue viver em ambientes úmidos e é frequentemente associado a áreas alagadas e bordas pantanosas.

## Ecologia e comportamento

### Alimentação

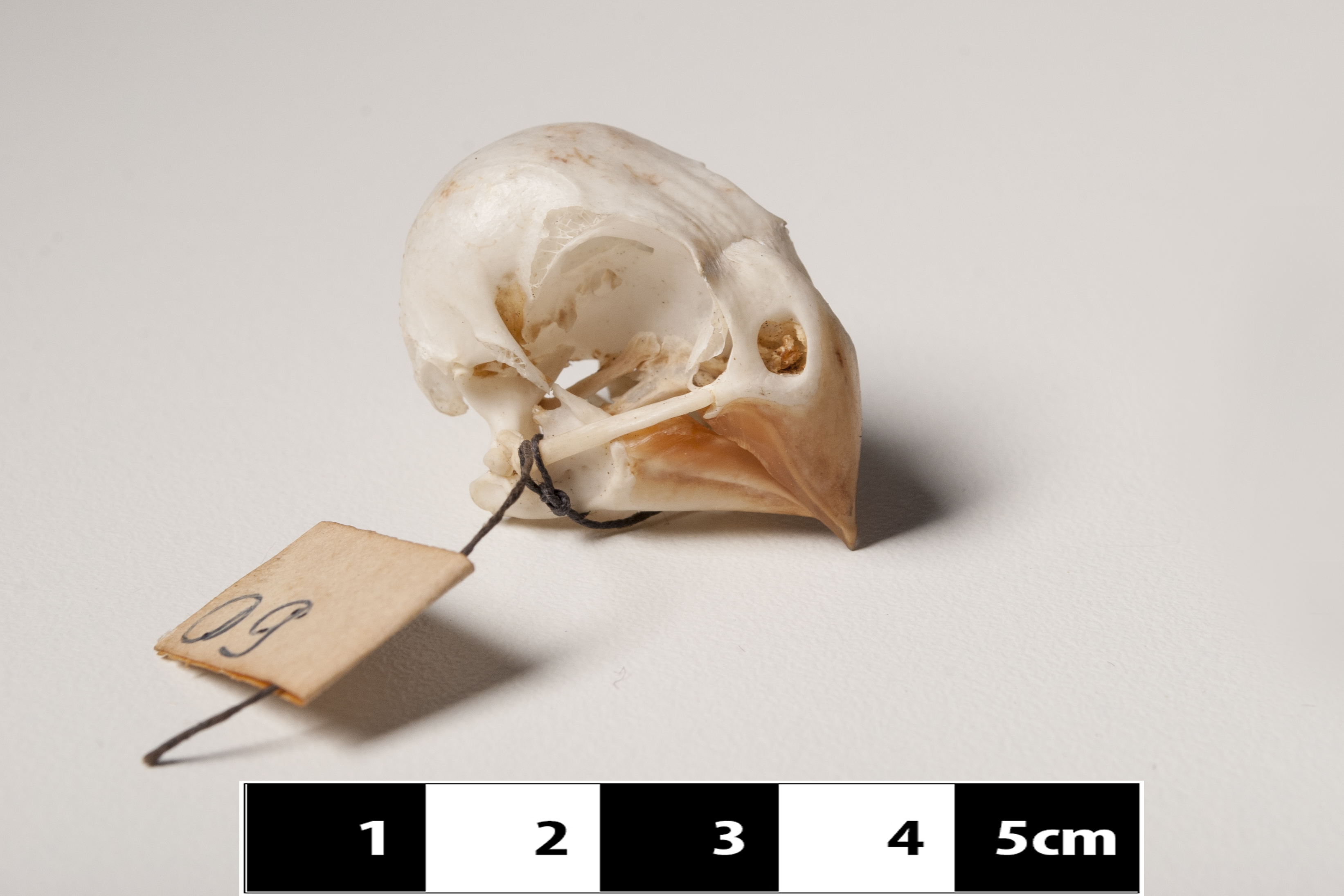
Crânio do bicudo

O bicudo-verdadeiro é predominantemente granívoro e se alimenta principalmente de sementes de muitas espécies de ciperáceas (Cyperaceae). Geralmente são encontrados em pares. Aprecia principalmente as sementes de capim-navalha (Hypolytrum pungens), navalha-de-macaco (Hypolytrum schraerianum) e tiririca (Cyperus rotundus).

### Reprodução
A época de reprodução geralmente começa por volta de novembro ou dezembro durante a primavera e o verão no centro e sul do Brasil e se estende até o final de fevereiro ou início de março. A reprodução é estimulada pelas primeiras chuvas torrenciais da primavera. As chuvas da primavera causam a frutificação das espécies de ciperáceas, que produzem sementes maduras no meio da estação chuvosa. Durante a época de reprodução, é especialmente territorial e agressivo. Seus ninhos possuem forma de taça e têm de um a três metros de altura. Sua ninhada é de dois a três ovos que são incubados pela fêmea.

## Relacionamento com humanos
O bicudo-verdadeiro foi caçado por caçadores de pássaros e, portanto, teve declínio severo e constante na população, pois é procurado por sua música melodiosa. A espécie também está enfrentando declínio na população devido à perda de habitat. As pastagens nativas onde nidifica estão sendo convertidas em campos agrícolas. Incêndios provocados pelo homem para fins de agricultura e pecuária, bem como pesticidas aéreos, também afetam sua população.

## Conservação
É raro a incomum. O tamanho da população está diminuindo e estima-se que haja entre mil e 2 499 indivíduos. A União Internacional para a Conservação da Natureza (UICN / IUCN) considera a espécie ameaçada de extinção globalmente. No Brasil, como criticamente em perigo na Lista de Espécies Ameaçadas de Extinção da Fauna do Estado de Minas Gerais de 2010; como em perigo no Livro Vermelho da Fauna Ameaçada de Extinção no Estado de São Paulo; como criticamente em perigo na Lista Oficial das Espécies da Fauna Ameaçadas de Extinção do Estado da Bahia de 2017; como criticamente em perigo no Livro Vermelho da Fauna Brasileira Ameaçada de Extinção do Instituto Chico Mendes de Conservação da Biodiversidade (ICMBio); e como criticamente em perigo no anexo dois (aves) na Lista Oficial da Fauna Brasileira Ameaçada de Extinção da Portaria MMA N.º 148, de 7 de junho de 2022.
Estudos feitos por ornitólogos mostram que a espécie é extremamente rara na maior parte de sua distribuição geográfica (F. Ubaid in litt.  2017). É considerado extinto em várias regiões onde ocorria. Em 2020, um bicudo-verdadeiro foi avistado em Minas Gerais, sendo a primeira vez em pelo menos oitenta anos que houve o registro da espécie no estado. Em 2022, foi estimado que haviam menos de 100 indivíduos em vida livre no Brasil. De acordo com o biólogo Flávio Kulaif Ubaid, "devido ao canto que lembra o som de uma flauta, o bicudo (Sporophila maximiliani) passou a ser uma ave comercializada e, consequentemente, muito caçada. Por isso, sofreu severo declínio populacional, seguido de extinção em grande parte da área de ocorrência original."